# 訃報 1976年1月
本項訃報 1976年1月は、1976年（昭和51年）1月中に物故した人物の一覧である。

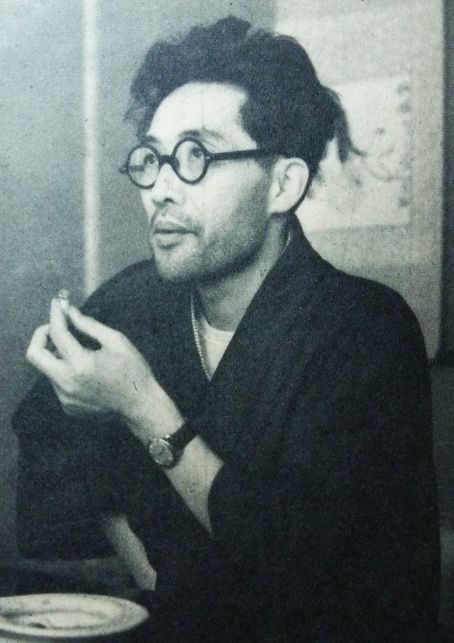
檀一雄 / 1月2日没

アガサ・クリスティ / 1月12日没

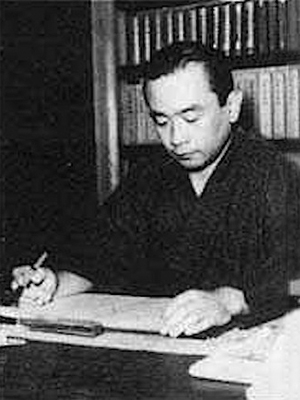
舟橋聖一 / 1月13日没

## （1日 - 15日）
- 1月2日 - 檀一雄、小説家（* 1912年）
- 1月4日 - 徳永豊、政治家・弁護士・画家（* 1895年）
- 1月4日 - 古屋貞雄、政治家・弁護士（* 1889年）
- 1月5日 - 伊原宇三郎、洋画家（* 1894年）
- 1月8日 - 周恩来[1]、中華人民共和国首相（* 1898年）
- 1月9日 - 今井三子、植物学者・菌学者（* 1900年）
- 1月9日 - 市川小文治、俳優（* 1893年）
- 1月10日 - 市川小太夫 (2代目)、歌舞伎俳優（* 1902年）
- 1月10日 - 今井善一郎、民俗学者（* 1909年）
- 1月10日 - ハウリン・ウルフ、ブルース歌手（* 1910年）
- 1月10日 - スティーヴン・ウルマン、言語学者（* 1914年）
- 1月12日 - 田島ひで、政治家・婦人運動家（* 1901年）
- 1月12日 - アガサ・クリスティ、推理作家（* 1890年）
- 1月13日 - 藪田嘉一郎、編集者・歴史家（* 1905年）
- 1月13日 - 高橋俊人、歌人・郷土史家（* 1898年）
- 1月13日 - 舟橋聖一、小説家（* 1904年）
- 1月14日 - 坂西志保、評論家（* 1896年）
- 1月14日 - ファン・ダリエンソ、タンゴのヴァイオリニスト（* 1900年）
- 1月15日 - 長谷川伝次郎、写真家（* 1894年）
- 1月15日 - 仮谷忠男、政治家、建設大臣（* 1913年）

## （16日 - 31日）
- 1月17日 - 上野照夫、美術史学者（* 1907年）
- 1月17日 - 島津泰子、公爵島津忠承の妻（* 1908年）
- 1月17日 - 小林竜雄、フランス文学者（* 1898年）
- 1月18日 - 音丸、歌手（* 1906年）
- 1月19日 - 相馬遷子、俳人・医師（* 1908年）
- 1月19日 - 八木秀次、八木・宇田アンテナ開発者（* 1886年）
- 1月20日 - 佐久間藤太郎、陶芸家（* 1900年）
- 1月20日 - 寺田甚吉、実業家・貴族院議員（* 1897年）
- 1月21日 - 中原和郎、生化学者・医学博士（* 1896年）
- 1月21日 - 阿部嘉輔、海軍軍人（* 1890年）
- 1月21日 - 宮原禎次、作曲家（* 1899年）
- 1月21日 - 有本芳水、詩人（* 1886年）
- 1月22日 - 山本修二、英文学者（* 1894年）
- 1月22日 - 毛利元道、公爵・陸軍軍人（* 1903年）
- 1月22日 - 大久保清、連続殺人犯・元死刑囚（* 1935年）
- 1月23日 - ポール・ロブスン、俳優・歌手・作家・政治活動家（* 1898年）
- 1月27日 - 山名正夫、航空工学者（* 1905年）
- 1月27日 - 久保田敬一、鉄道官僚（* 1881年）
- 1月27日 - 平方龍男、鍼の臨床家（* 1889年）
- 1月30日 - 石垣純二、医事評論家（* 1912年）
- 1月30日 - アルノルト・ゲーレン、哲学者・社会学者（* 1904年）